# 溫病
溫病，中醫學名詞，具有幾方面的意義。原始意義所指為一種類型的病證表現，它的主要特徵是發病時體溫會快速升高，造成的原因與六淫、內傷有關。至明清之後，又被當作與傷寒類似，但截然不同的病證。在溫病學派出現後，溫病開始受到中醫學界的重視，對溫病進行研究的學門稱為溫病學。

## 歷史
溫病這個名詞，最早是在《黃帝內經》中提出，其後的《難經》與《傷寒雜病論》對這個病證也做出一些描述。
《素問》〈六元正紀大論〉：「初之氣，地氣遷，氣乃大溫，草乃早榮，民乃厲，溫病乃作。」〈陰陽應象大論〉：「冬傷於寒，春必病溫。」〈生氣通天論〉：「冬不藏精，春必病溫。」〈熱論〉：「凡病傷寒而成溫者，先夏至日者為病溫，後夏至日者為病暑。」
《難經》〈五十八難〉：「傷寒有五，有中風、有傷寒、有濕溫、有熱病、有溫病。」
《傷寒雜病論》：「太陽病，發熱而渴，不惡寒者，為溫病。」
清朝初中期出現的溫病學是溫病的第二層意義，以葉天士、吳鞠通、王孟英等人的學說為代表，其處方稱為溫病方，學派為溫病學派。此學派以醫聖——東漢張仲景治外感病的鉅著《傷寒論》中對於溫病未有發揮，認為溫病與傷寒是兩種不同的病證，遇溫病以傷寒方（又稱經方）治療病人多不得效或加重其病，而從《內經》論述、金元四大家劉河間的寒涼學派、明末吳又可溫疫學說中逐步發展出溫病學說的理、法、方、藥。
在清末民初出現的《傷寒雜病論》之古本－《桂林古本》、《長沙古本》，內中增添了許多溫病證狀論治的條文。支持者認為，這證明了張仲景在東漢末對溫病已經有很深的認識；但反對者則認為，這些段落的論述與溫病學者所說近似，可證明這些所謂古本，皆為清末傷寒派醫者所增添補入的。

## 分類
溫病中分成許多病型，分別為：
- 春溫
- 暑溫
- 溫疫

## 外部連結
- The Qi——溫病學 （页面存档备份，存于）（繁體中文）
- 溫病 中藥方劑圖像數據庫 (香港浸會大學中醫藥學院) （中文）（英文）